# Heteropneustes longipectoralis
Heteropneustes longipectoralis és una espècie de peix de la família Heteropneustidae i de l'ordre dels siluriformes.

## Reproducció
És ovípar.

## Hàbitat
És un peix d'aigua dolça i de clima tropical.

## Distribució geogràfica
Es troba a Àsia: l'Índia.